# Плејнсборо Сентер (Њу Џерзи)
Плејнсборо Сентер (енгл. Plainsboro Center) насељено је место без административног статуса у америчкој савезној држави Њу Џерзи.

## Демографија
По попису из 2010. године број становника је 2.712, што је 503 (22,8%) становника више него 2000. године.
| Група             | 2000.         | 2010.         |
| Белци             | 1.111 (50,3%) | 1.066 (39,3%) |
| Афроамериканци    | 105 (4,8%)    | 132 (4,9%)    |
| Азијати           | 859 (38,9%)   | 1.316 (48,5%) |
| Хиспаноамериканци | 93 (4,2%)     | 138 (5,1%)    |
| Укупно            | 2.209         | 2.712         |